# 鈴木伸二
鈴木 伸二（すずき しんじ、1990年11月3日 - ）は、日本棋院東京本院所属の囲碁棋士。八段。岩田一九段門下。北海道江別市出身。

## 略歴
囲碁を覚えたのは小学校高学年と、プロとなるには遅かった。同郷で同期入段の1学年下伊藤優詩とは、囲碁教室などで共に学んだ仲。
2003年、江別市立江別第三中学校1年時に、少年少女囲碁大会中学生の部に出場し、5回戦で優勝者に敗れる。翌2004年の同大会では、安達利昌に勝利するなど勝ち上がり、決勝まで進むも連覇を達成する前年の優勝者に敗れ、準優勝に終わる。この後、周囲の紹介により岩田一門下となり、上京し日本棋院院生となる。
2005年の冬季棋士採用試験では、本戦で9勝6敗の4位で入段ならず。入段を果たしたのは関達也・堀本満成で、3位は田尻悠人。
2006年の冬季棋士採用試験では、本戦で10勝5敗の3位となり、田尻・金沢真の次点で入段ならず。
2007年の冬季棋士採用試験で、13勝2敗の1位となり、前述の伊藤と共に入段を果たす。2008年4月1日、17歳で入段。
2010年1月1日、二段（賞金ランキング）。2月、第1回おかげ杯本戦に出場。6月、第66期本因坊戦最終予選の決勝に進出。勝つと最低段での本戦入り記録の更新および七段への飛付昇段が決まる一戦であったが、小林覚九段に敗れる。7月、第36期名人戦でも最終予選に進出し、第35期新人王戦ではベスト4まで勝ち進んだ。
2011年1月1日、三段（賞金ランキング）。第59回NHK杯初出場、第2回おかげ杯本戦出場、非公式戦の第8回中野杯U20選手権で優勝。
2012年11月28日、第7回若鯉戦で、決勝戦で一力遼二段を下して優勝し、公式戦初タイトルを獲得。
2013年、第22期竜星戦優勝決定トーナメント戦の1回戦で井山裕太竜星に黒番3目半勝ち。9月20日、四段（勝星規定）。
2014年、25周年記念囲碁千里杯（非公式戦）優勝。
2018年11月8日、第44期名人戦で自身初となるリーグ入りを果たした。リーグ戦では井山裕太五冠に白星を挙げるなどしたものの、2勝6敗でリーグ陥落。
2019年、第28期竜星戦で決勝トーナメントに進出し、中野泰宏九段・井山裕太四冠に勝利。準決勝で一力遼八段に敗れたものの、ベスト4となった。
2022年4月から、NHK囲碁フォーカスの講師を務める。同年の棋聖戦Bリーグ2組優勝。Bリーグ優勝者決定戦で富士田明彦七段に勝利し決勝トーナメントに進出。1回戦で大竹優七段に敗れる。

## 棋歴

### 獲得タイトル
- 若鯉戦（第7回=2012年度）

### 良績等
- 名人戦 リーグ入り（第44期=2019年度）
- 中野杯U20選手権 優勝（第8回=2011年度、非公式戦）
- 25周年記念囲碁千里杯 優勝（非公式戦）

### 昇段履歴
- 2008年4月1日 入段[10]（冬期棋士採用1位=13勝2敗）
- 2010年1月1日 二段[11]（賞金ランキング）
- 2011年1月1日 三段[12]（賞金ランキング）
- 2013年9月20日 四段（勝星規定=対象棋戦通算50勝）
- 2015年1月1日 五段[13]（賞金ランキング 四段2位）
- 2016年1月1日 六段[14]（賞金ランキング 五段2位）
- 2017年1月1日 七段[15]（賞金ランキング 六段1位）
- 2023年3月24日 八段[16]（勝星規定=対象棋戦通算150勝）